# Ранок

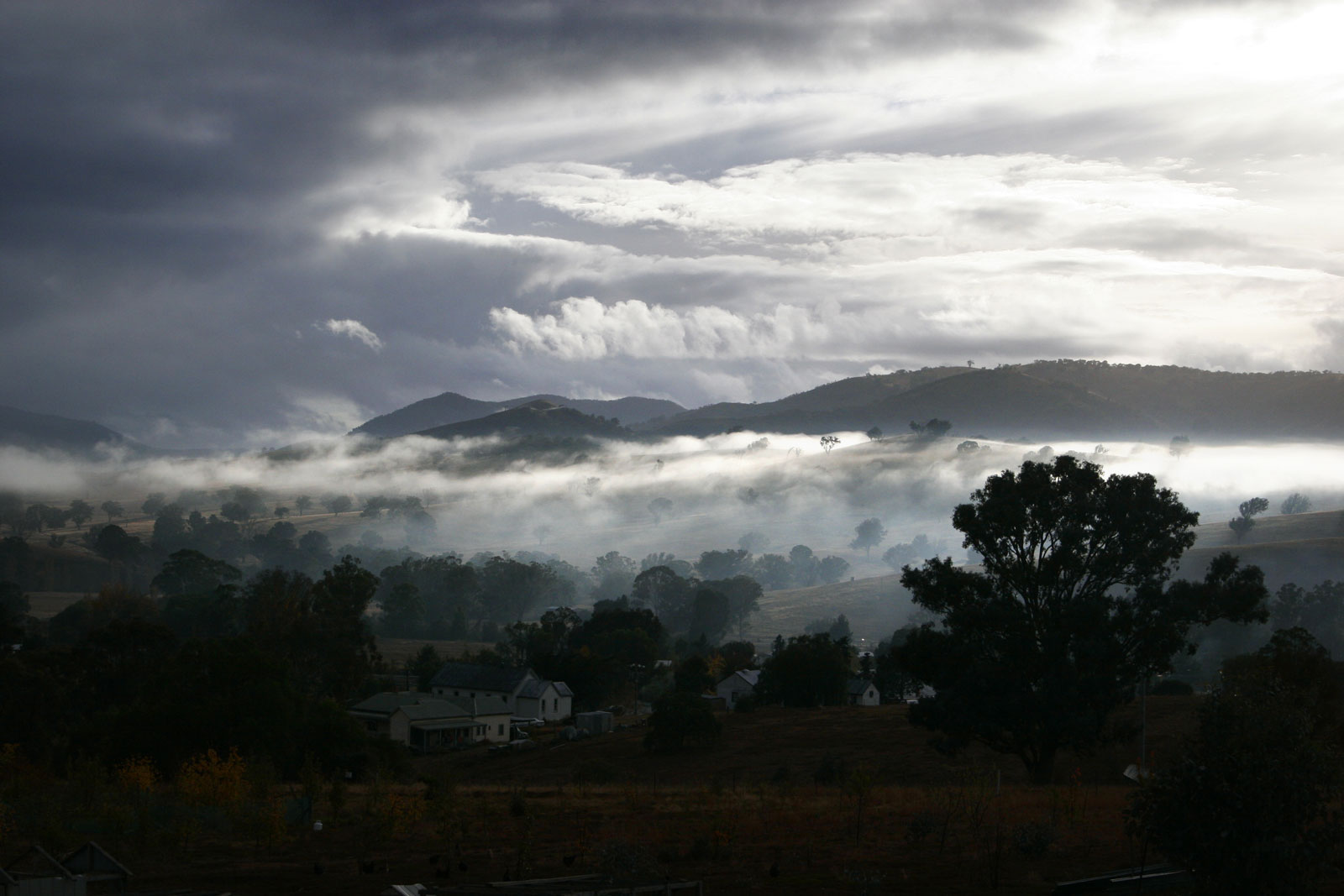
Ранішній туман

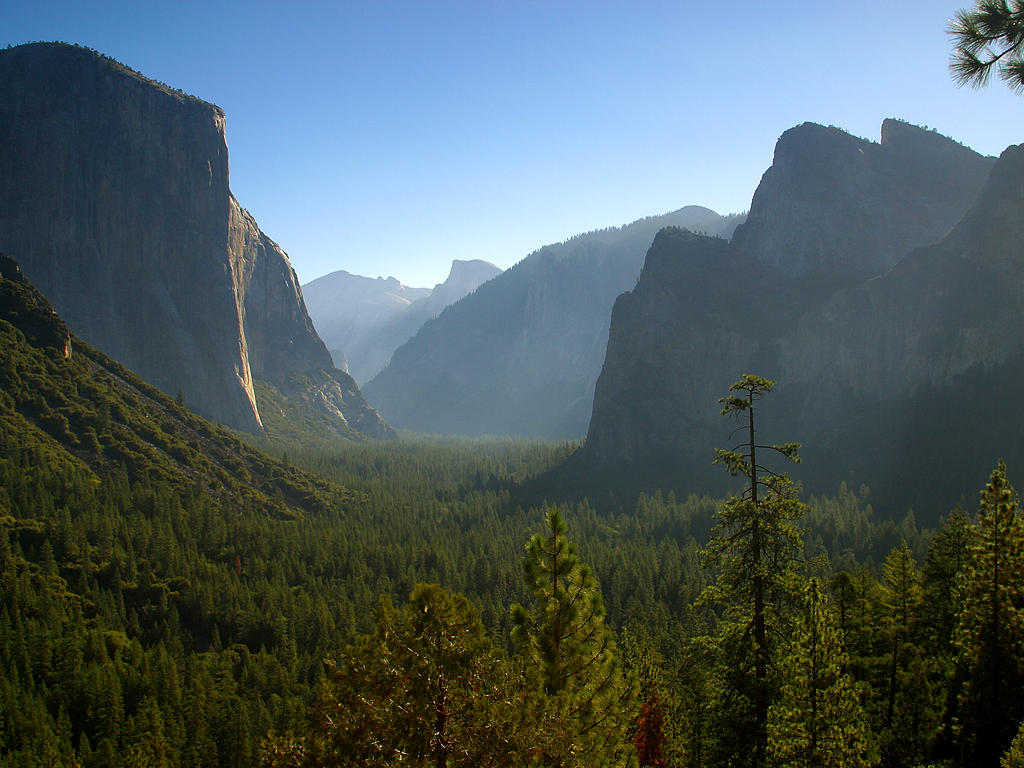
Долина вранці

Ра́нок — частина доби після ночі — початок дня, перші його години. У кожній географічній зоні, кліматичному поясі та в кожен сезон ранок характеризується певним набором параметрів.

## Етимологія
Загальноприйнятої етимології не має; виводиться з праслов'янського *radno (‹*ordno), що зіставляється з гр. ὄρϑρος «ранок», ὄρϑριος, ὀρϑρῑνός «ранній», дінд. várdhatē «підіймає, змушує рости», ūrdhváḥ «високий, визначний», ав. vǝrǝδaiti «росте», псл. rod- (з *ord-ti «рости»).

## Значимість

### Культурний вплив
Ранкова молитва є звичайною практикою в багатьох релігіях. Ранковий період включає окремі етапи літургії годин у християнстві.
Деякі мови, які використовують час доби для привітання, мають спеціальне привітання для ранку. Наприклад, в англійській мові — «good morning». Проте час для використання таких привітань залежить від культурних моментів чи самого мовця. Як правило, привітання «доброго ранку» зазвичай використовується з 3:00 ночі до півдня.
Багато людей використовують скорочену форму привітання —  «ранку», а не «доброго ранку». Щоб висловити повагу, після привітання можна додати прізвище адресата.
У деяких ситуаціях слово «ранок» може стосуватися періоду відразу після пробудження, незалежно від поточного часу доби. Таке сучасне відчуття ранку значною мірою пояснюється всесвітнім поширенням електрики та незалежністю від природних джерел світла.

### В астрономії

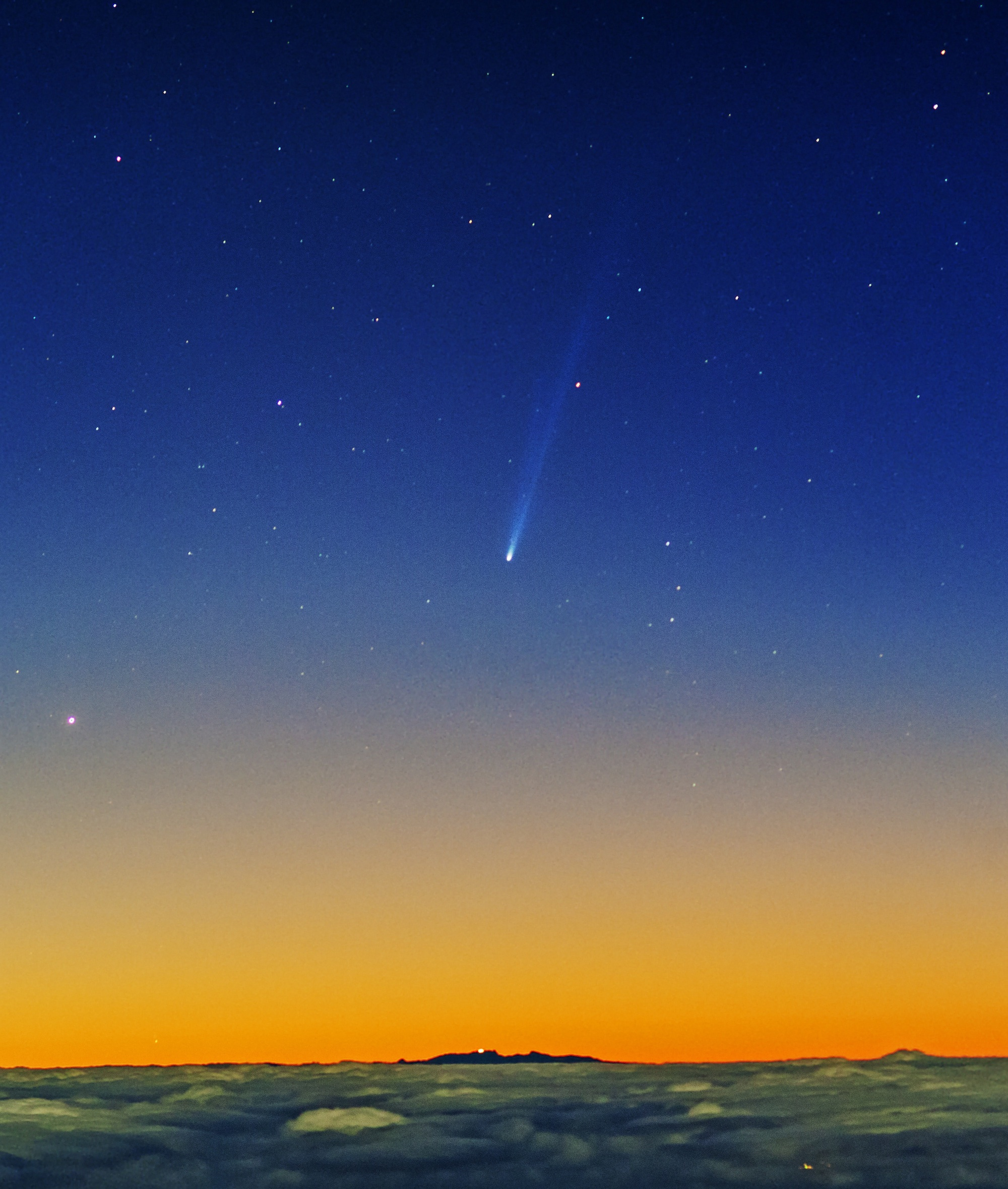
Комета ISON на світанку з Меркурієм ліворуч.

Коли зірка вперше з'являється безпосередньо перед появою сонця, цей процес називається геліактичним сходом. Незважаючи на менш сприятливі умови освітлення для оптичної астрономії, світанок і ранок можуть бути корисними для спостереження об'єктів, що обертаються поблизу Сонця. Ранок (і вечір) є оптимальним періодом часу для спостереження за Венерою та Меркурієм. Венеру та іноді Меркурій інколи називають ранковими планетами, коли вони з’являються на сході до появи сонця на горизонті. Це також популярний час для полювання на комети, оскільки їхні хвости стають помітнішими, коли ці об’єкти наближаються до Сонця. Ранкові (і вечірні) сутінки використовуються для пошуку навколоземних астероїдів, які обертаються всередині орбіти Землі. У середніх широтах ранок під час осіннього рівнодення є сприятливим періодом часу для спостереження за зодіакальним світлом.

### Генетика
Для людей ранок може бути періодом підвищеної або зниженої продуктивності. На здатність людини ефективно прокидатися вранці може впливати ген під назвою «Період 3». Цей ген буває двох варіацій: «довгий» і «короткий». Він впливає на те, як людина почувається вранці чи ввечері. Люди, які мають довгий варіант, активні вранці і рано прокидаються («жайворонки»), тоді як ті, в кого короткий варіант, більш активні ввечері чи вночі («сови»).

## Галерея

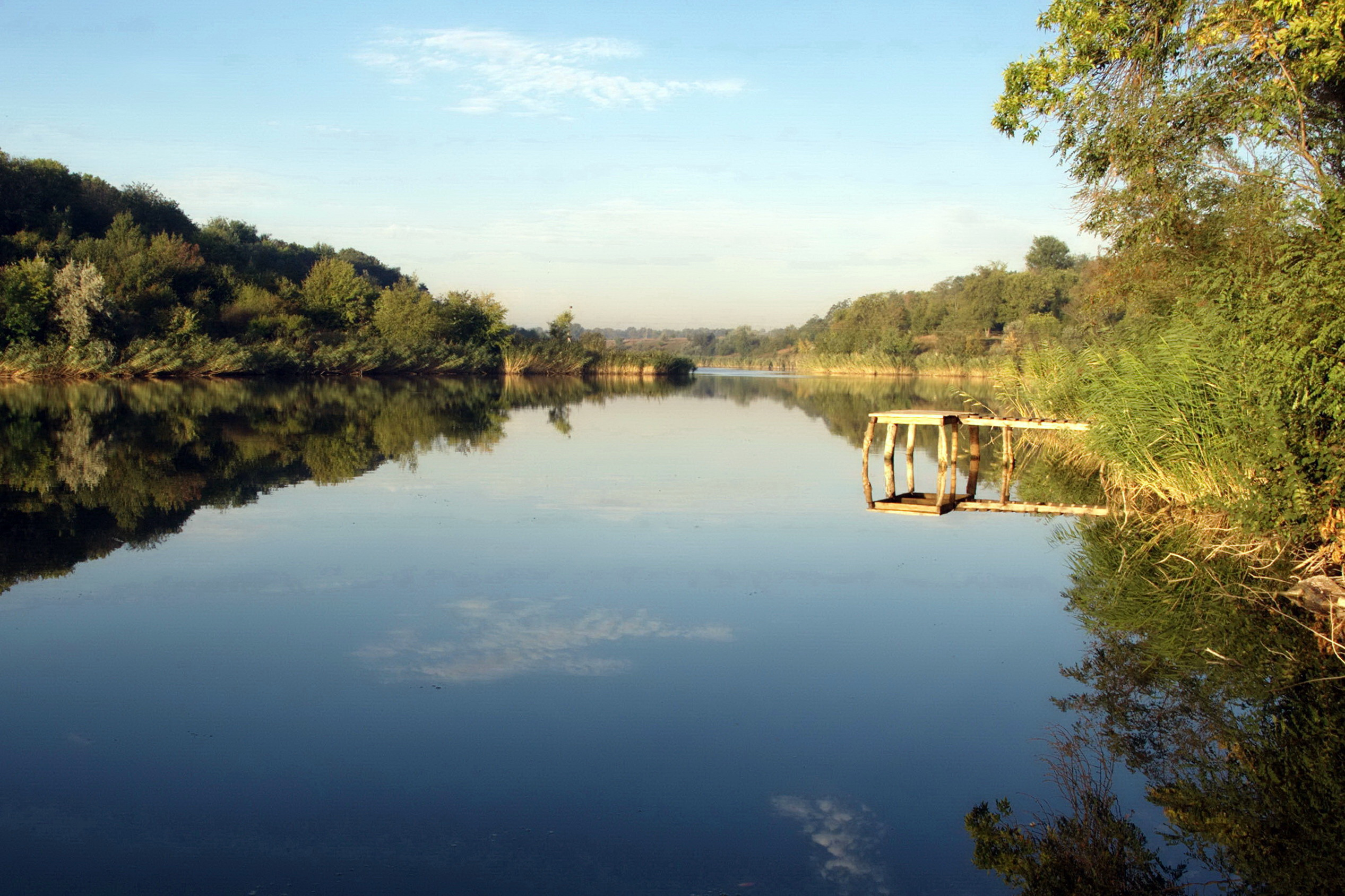
Ранок на ставку
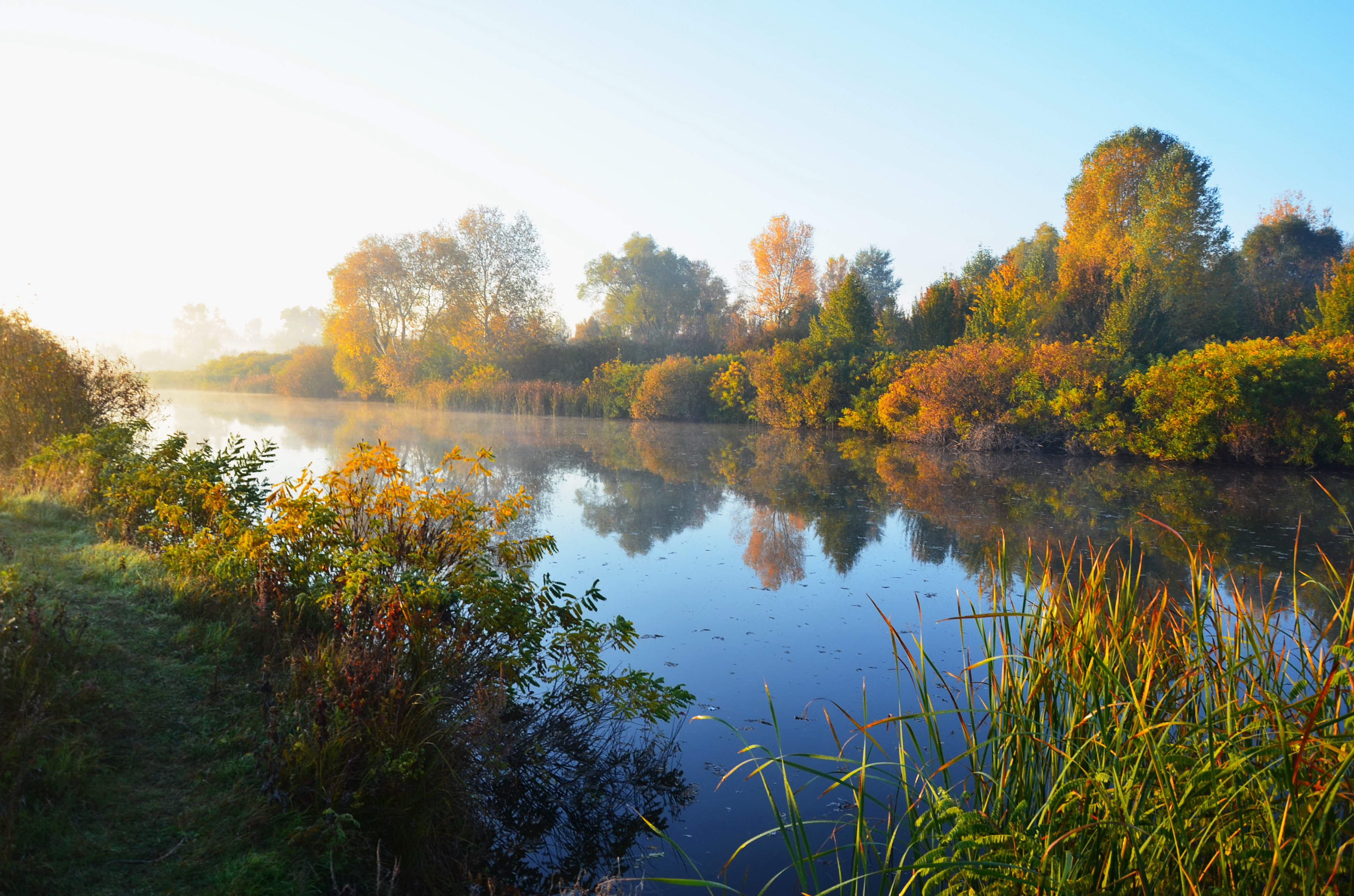
Туманний ранок на р. Оріль
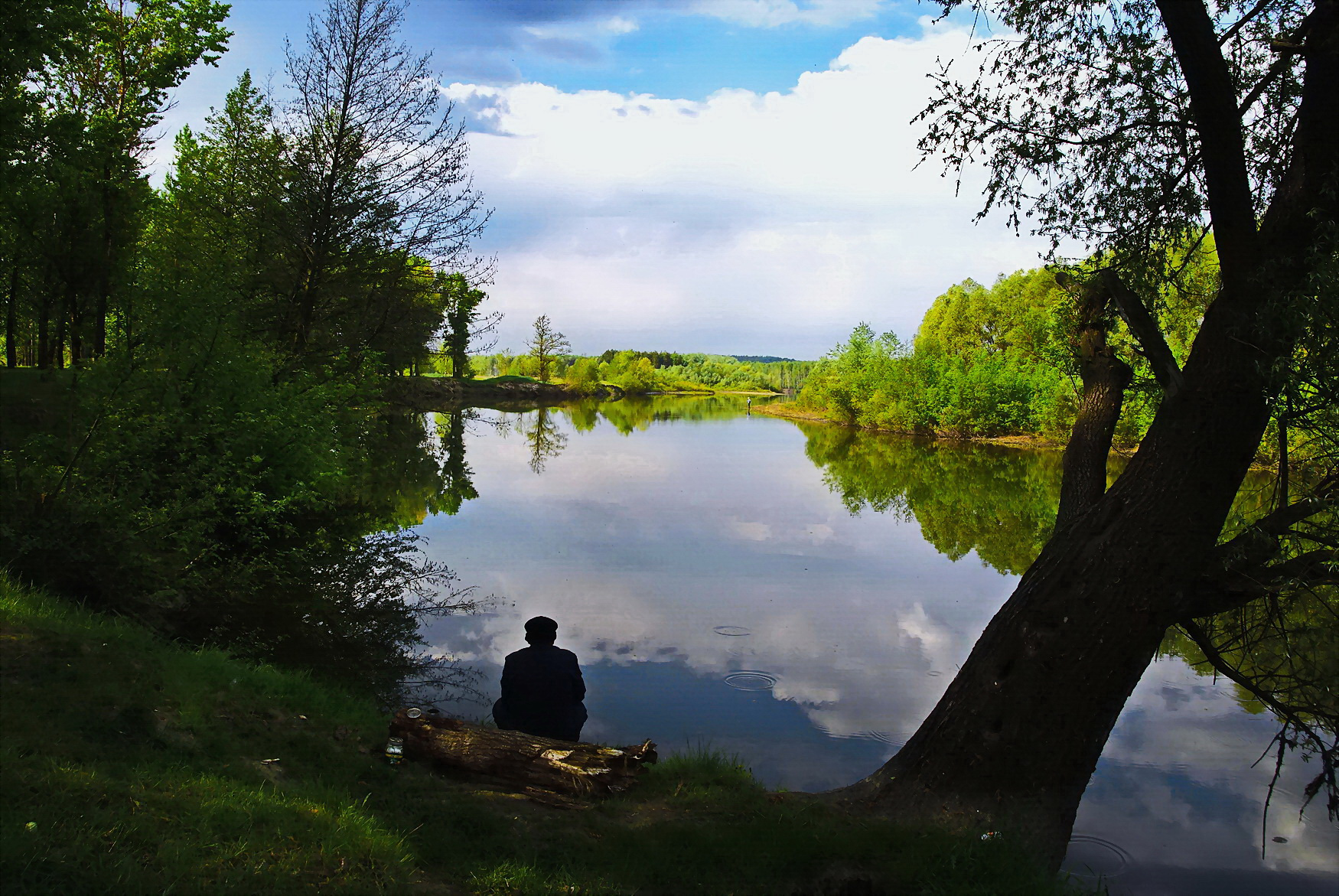
Тра́вневий ранок на р. Псел
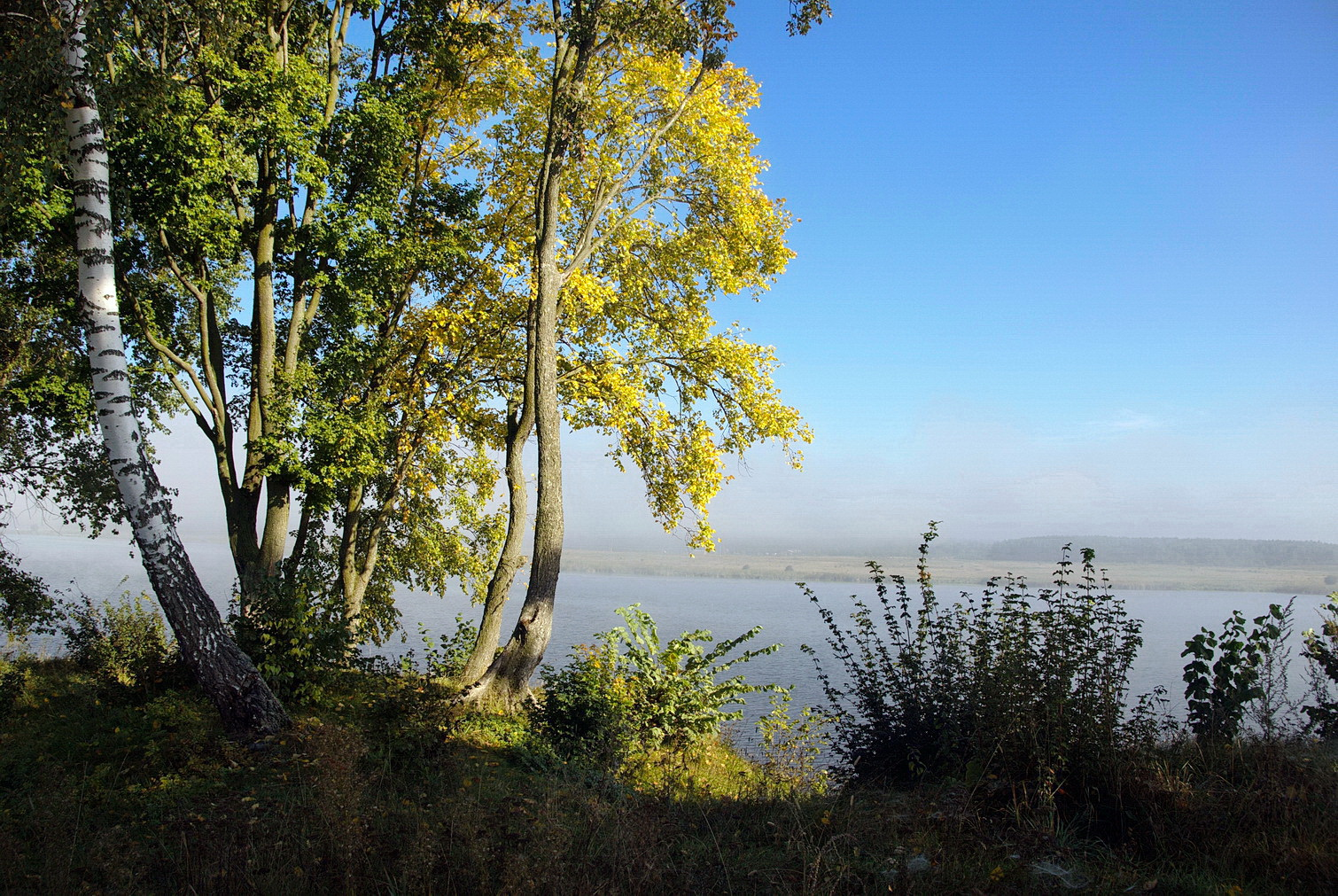
Ранок на р. Буг
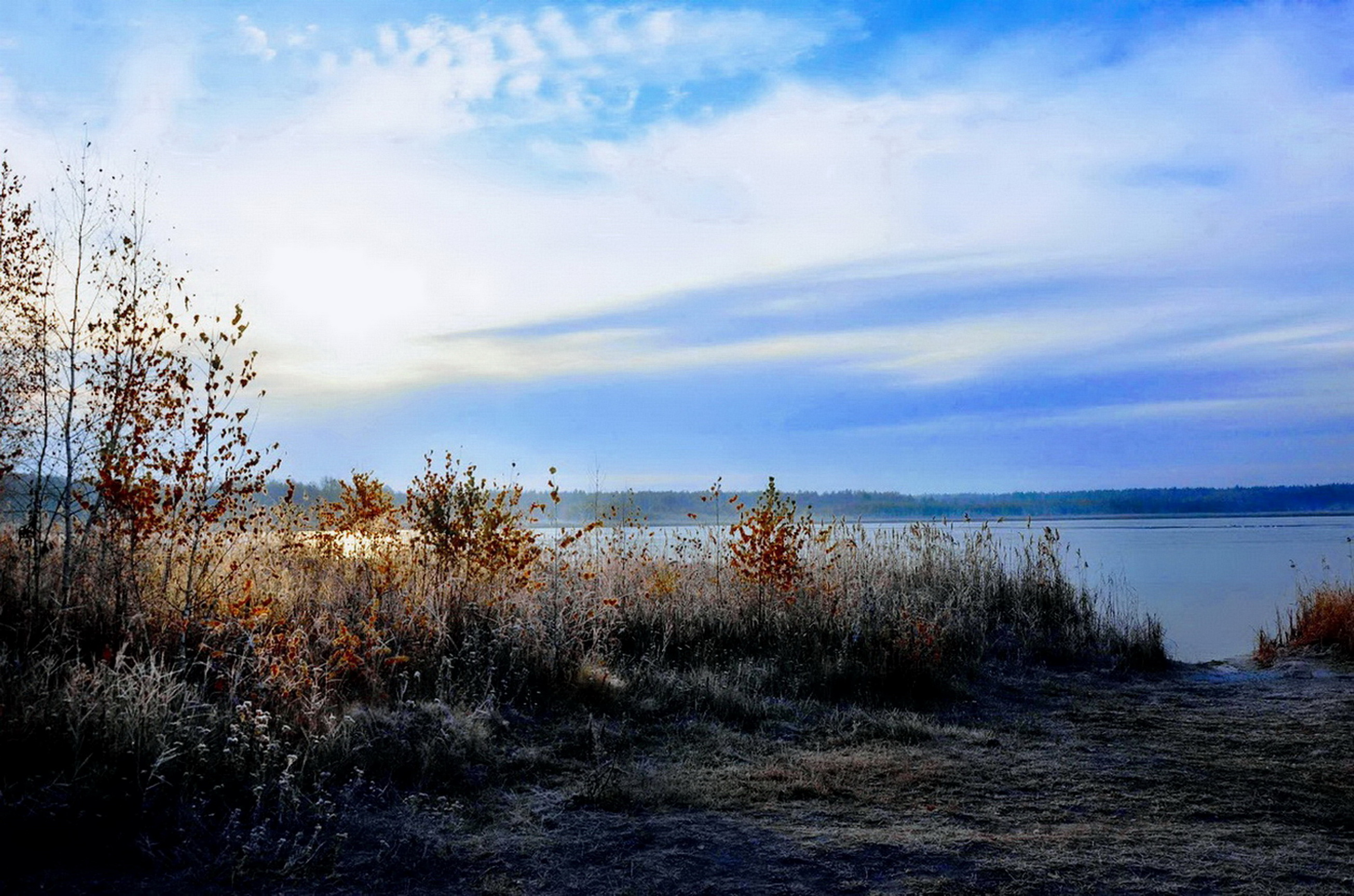
Жовтневий ранок на Лебединському озері